# Rodrigo Abd
Rodrigo Abd (Buenos Aires, 27 de octubre de 1976) es un fotógrafo argentino que trabaja en la Associated Press desde 2003. Fue parte del equipo ganador del Premio Pulitzer en 2013 por su cobertura de la guerra civil siria. Ganando por segunda vez en el año 2023 el mismo premio por su cobertura sobre el conflicto bélico Rusia-Ucrania.

## Biografía

Rodrigo Abd trabaja como fotoreportero en Associated Press desde 2003.

Abd empezó su carrera como fotógrafo en los diarios La Razón y La Nación, en los cuales se desempeñó desde 1999 hasta 2003, cuando comenzó a trabajar para la Associated Press en Guatemala. Desde entonces ha continuado su labor con la Associated Press en asignaciones especiales múltiples. 
Desde 2024 reside en Argentina, donde forma parte del staff de la división de Breaking News de Associated Press.
Rodrigo Abd es reconocido por documentar temas sensibles que involucran problemáticas sociales y políticas en América Latina. Entre algunas de sus coberturas periodísticas más relevantes se encuentran la violencia y las maras en Guatemala; el terremoto en Haití en 2010; el gobierno bolivariano en Venezuela; la búsqueda de los familiares de desaparecidos en los altiplanos del Perú; las FARC en Colombia; el conflicto ecológico en la selva amazónica del Perú, así como también conflictos bélicos en Medio Oriente, incluyendo Afganistán (2010), la Primavera Árabe en Libia (2011) y la guerra civil en Siria (2012).
Sobre su trabajo, Abd confiesa que le gustaría que cuando la gente observe sus fotografías se identifique con lo que sucede en México, en Perú, en Brasil, en Guatemala y reflexione sobre los problemas latinoamericanos.

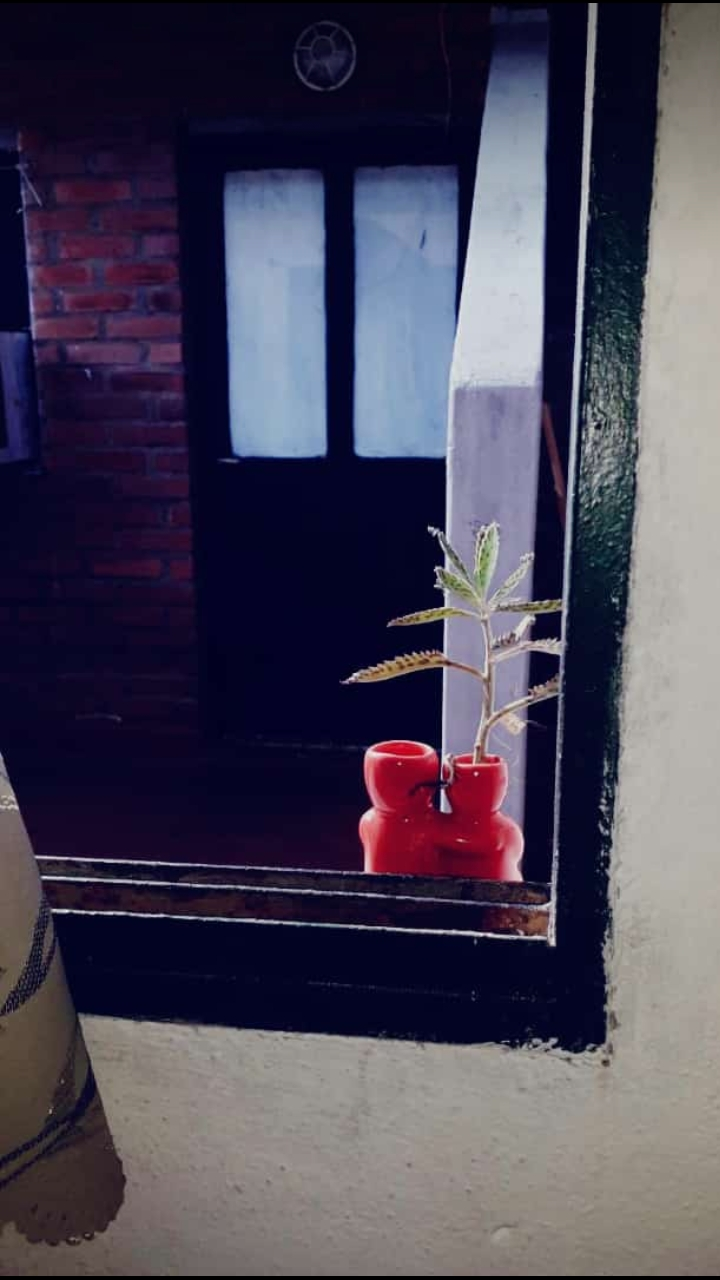
Así veo yo otro día en cuarentena.

Rodrigo Abd forma parte de un grupo de fotógrafos gracias a la iniciativa colectiva y solidaria: Fotógrafos latinoamericanos cuentan la pandemia. En su cuenta de Instagram COVID LATAM registran en imágenes cómo se vive la Pandemia Covid -19 en doce países de Latinoamérica. Se retratan escenas cotidianas y propias del aislamiento con una mirada  artística que nos permite conocer los efectos y la magnitud de este suceso mundial.
En el año 2023, integró un grupo de 7 fotógrafos que luego obtuvo el Premio Pulitzer de Fotografía por su cobertura sobre el conflicto bélico entre Rusia y Ucrania, siendo este su segundo Premio Pulitzer, por detrás del obtenido en el año 2013 por su labor en la guerra civil siria.
En 2023, realizó una cobertura en Afganistán para Associated Press, titulada Afghanistan In A New Light, en la que documentó la vida bajo el régimen talibán utilizando una cámara analógica de medio formato y película en blanco y negro.

## Premios

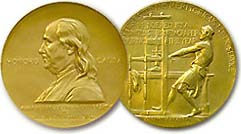
Rodrigo Abd obtuvo el Premio Pulitzer en 2013 junto a su equipo de la agencia Associated Press por su cobertura en la guerra de Siria.

- En 2019 fue finalista del Premio Gabo (2019) categoría Imagen[6] por su trabajo El drama de bucear en busca de langostas.[7]
- En 2013 con el Premio Pulitzer en la categoría de Fotografía de Noticias de última hora junto con sus colegas de la Associated Press (Manu Brado, Khalil Harma, Narciso Contreras y Mahoma Muheisen) por sus registros en la guerra civil siria.[8] Él y su equipo fueron seleccionados para el premio por sus representaciones del desmantelamiento de barrios y  en el efecto del conflicto en familias y juventud luego de la guerra civil de Siria. Además, se los reconoció por ir tan lejos y arriesgar sus vidas sin permiso o protección del gobierno sirio en una zona de conflicto.[9]
- Ese mismo año (2013) Rodrigo Abd  fue reconocido con el premio world press en la categoría de noticias generales.[10] La foto fue seleccionada por el foco en el efecto que la guerra tiene en familias sirias. La imagen que tomó muestra a una mujer y madre que llora la pérdida de su marido y dos niños.
- En 2008, Abd ganó el primer puesto en el POYi en la categoría "historia de la foto" por su cobertura "Cementerio Dues".[11][12] El jurado eligió a  Abd por encontrar en situaciones hostiles bellas imágenes.[13]